# Polygala comosa
Polygale chevelu, Polygale à toupet
Espèce
Statut de conservation UICN

 LC  : Préoccupation mineure
Polygala comosa, le Polygale chevelu ou Polygale à toupet, est une espèce de plantes à fleurs dicotylédones de la famille des Polygalaceae. C'est une plante herbacée présente dans une grande partie de l'Eurasie tempérée. 

## Description
Polygala comosa est une chaméphyte herbacée pouvant mesurer de 8 à 30 cm.
C'est une plante herbacée vivace cespiteuse qui présente une tige relativement dressée et poilue, sans rosette de feuilles à la base.
Les feuilles basales sont plus courtes que les caulinaires. Les feuilles inférieures sont spatulées à abovales, obtuses et courtes. Les supérieures sont linéaires ou linéaires-lancéolées, aiguës, de dimensions d'environ 20-30 x 1,5-3,5 mm.

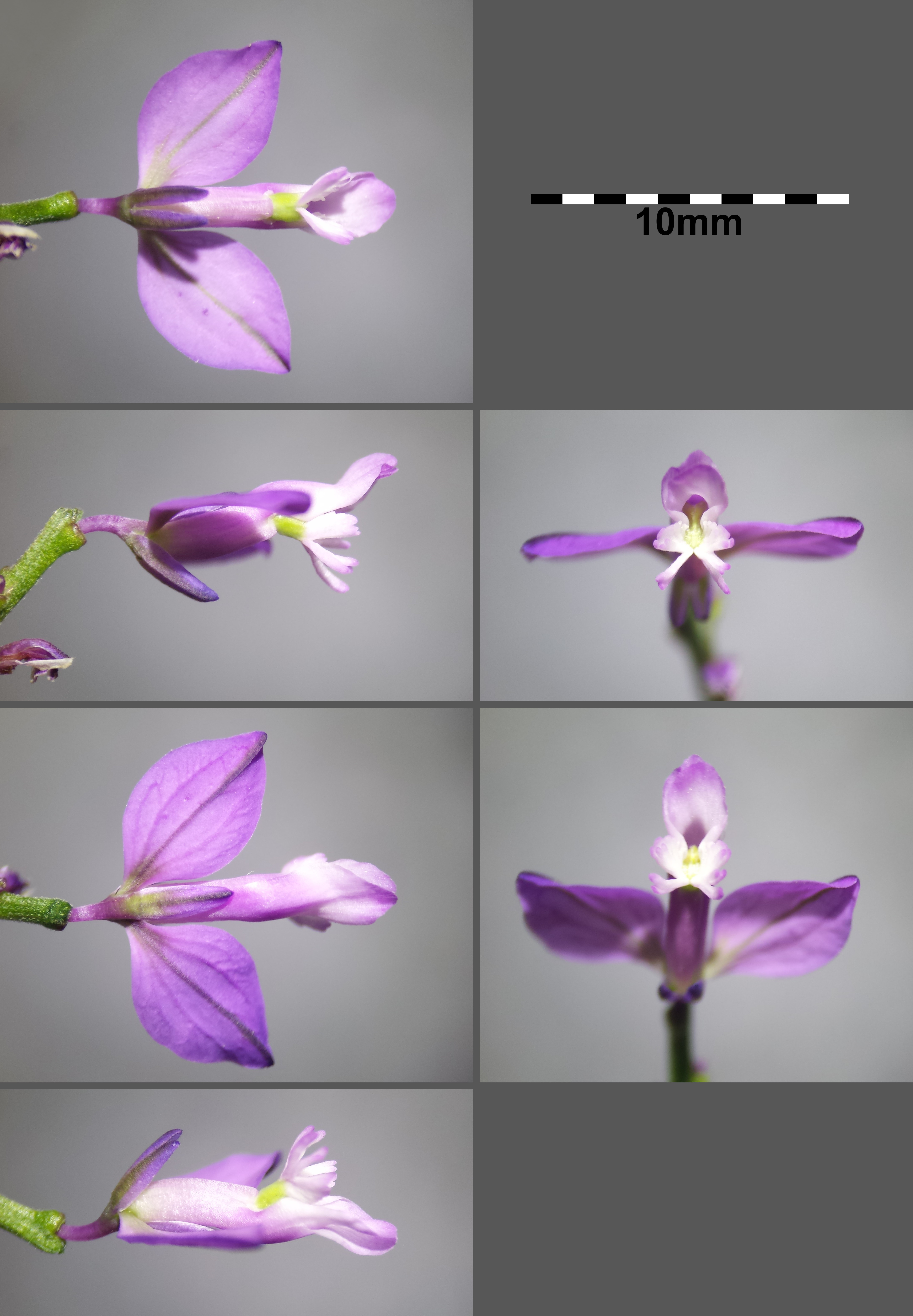
Détails de la fleur.

La grappe est dense et poilue, plus ou moins cylindrique, avec de 15 à 50 fleurs en général rose lilas,. Les bractées sont deux à trois fois aussi longues que le pédicelle assez court, donnant à l’inflorescence un aspect chevelu au sommet. Elles sont rosées avec une à trois nervures. Les ailes sont longues de 3,5 à 7 mm et larges de 2,2 à 4,5 mm, avec des nervures peu ramifiées et peu anastomosées. Elles sont de forme elliptique ou obovale-elliptique anguleuse, ciliées au bord, de couleur lilas à violet, avec la nervure longitudinale verdâtre. La corolle est aussi longue ou plus longue que les ailes et mesure de 4,5 à 6,5 mm. Elle est blanche ou rose-violacée à rose-lilas. La capsule est plus courte que les ailes mais aussi large. Les lobes latéraux de la caroncule représentent presque un tiers de la graine.

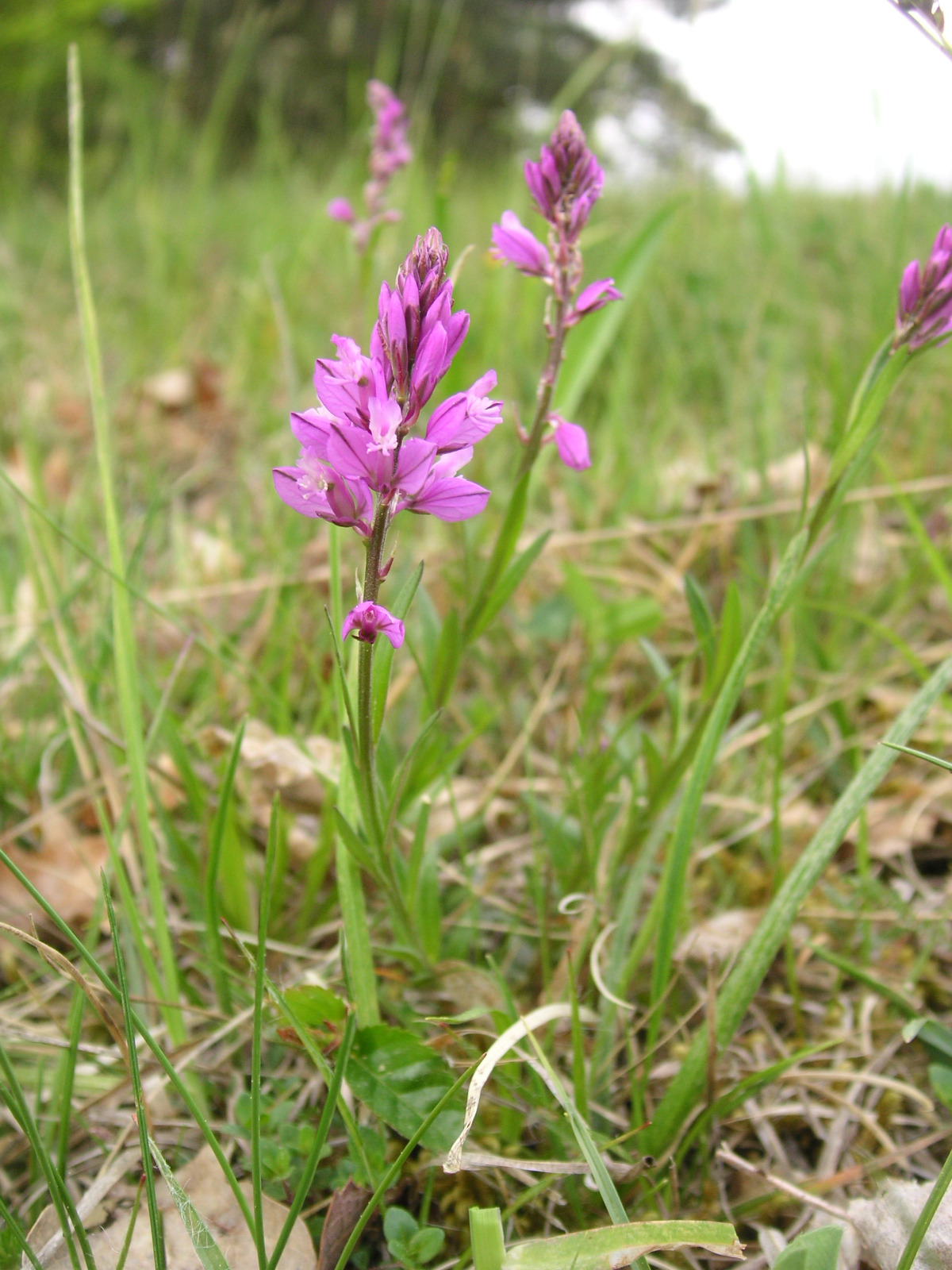
Polygala comosa (Autriche).
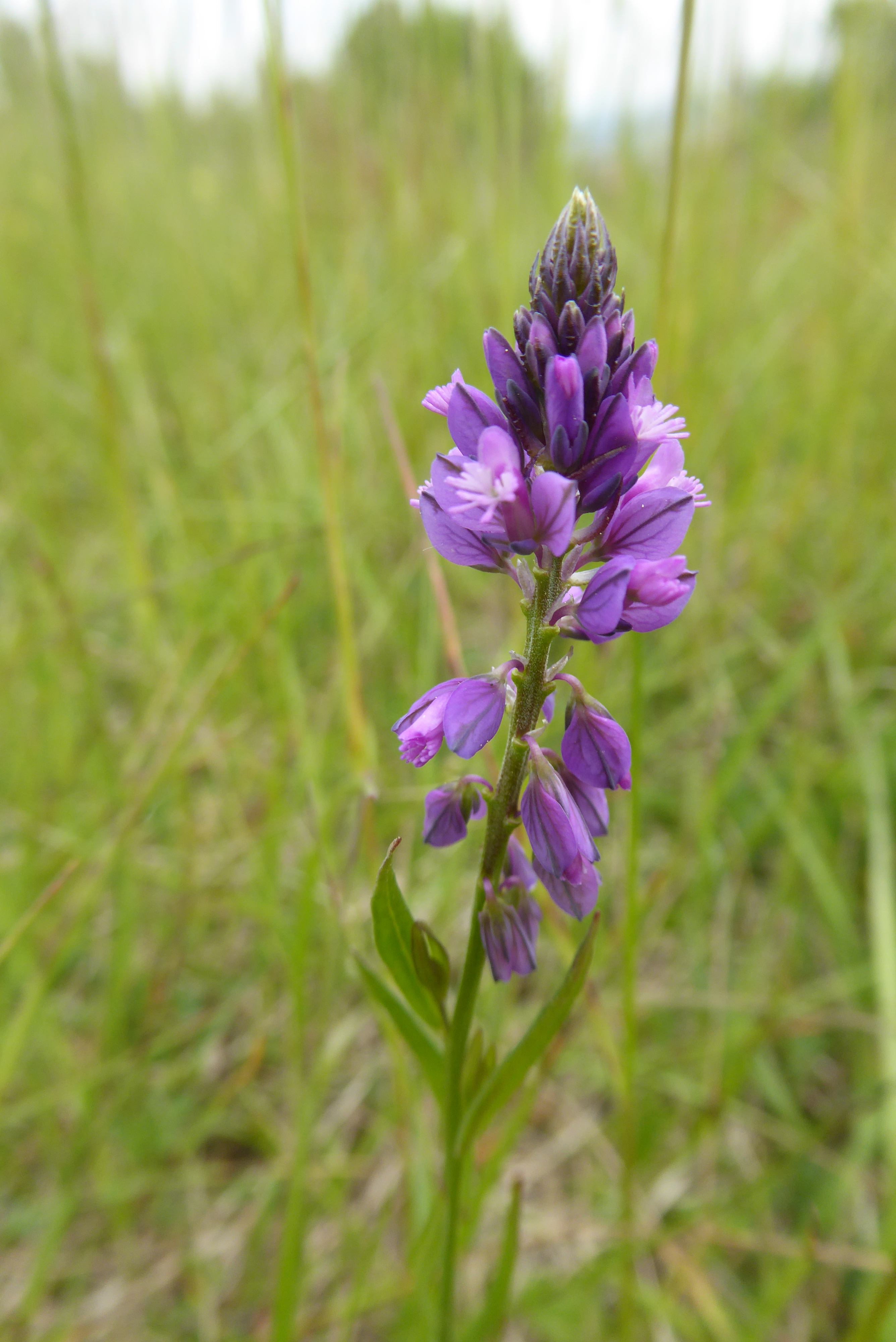
Polygala comosa (Allemagne).
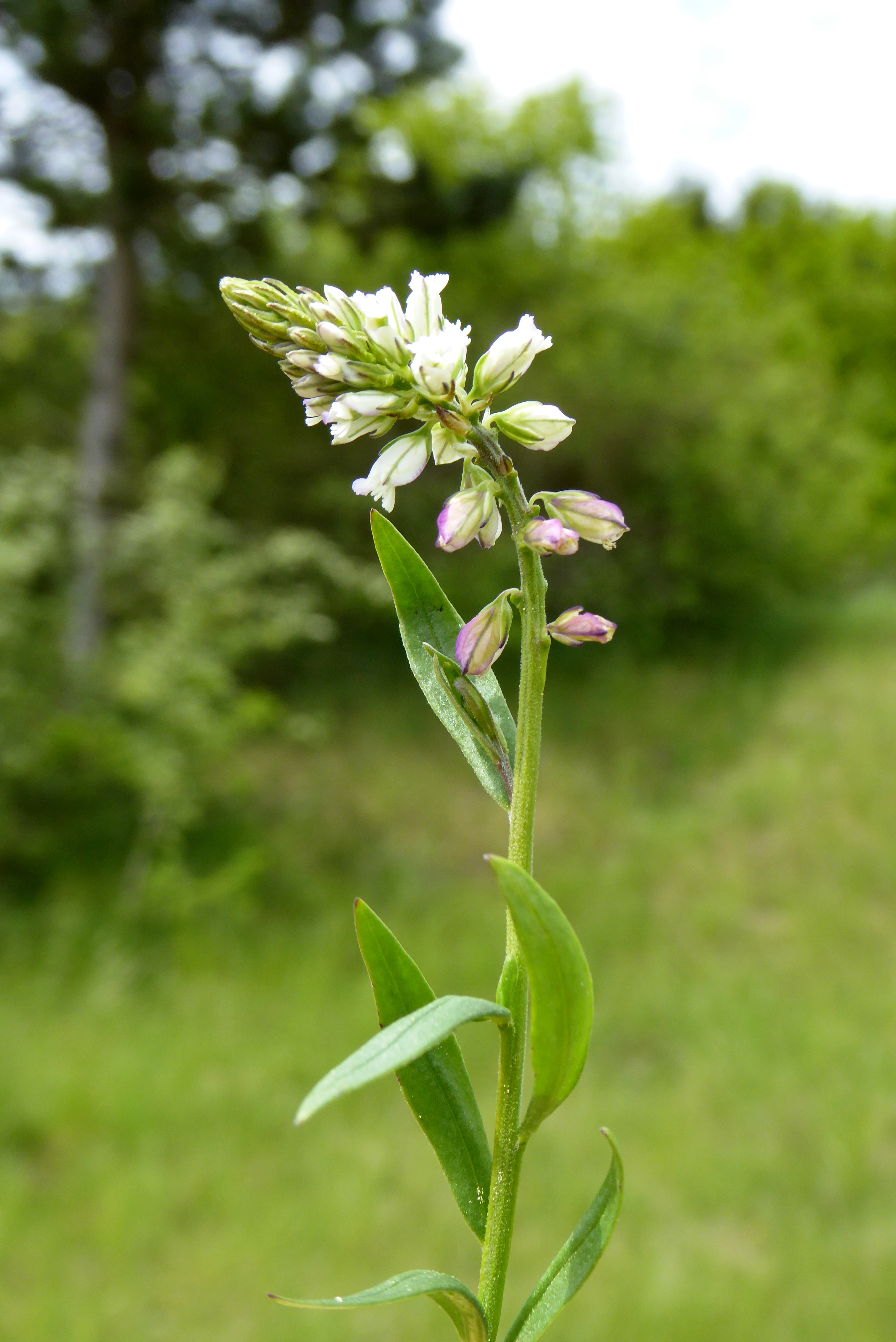
Polygala comosa (Allemagne).

## Répartition
L'aire de répartition de Polygala comosa est eurasiatique continentale et subméditerranéenne.

## Habitat
Cette herbe estivale vivace cespiteuse est calciphile, héliophile et xérophile. Elle affectionne ainsi les pelouses calcicoles mésoxérophiles sur craies et calcaires secs ensoleillés. On la trouve également dans les prairies subalpines sèches et rocheuses, dans les clairières et dans les lisières boisées.
En France, on peut la trouver dans la Réserve naturelle régionale des monts de Baives.

## Statut
En France, Polygala comosa présente globalement le statut de préoccupation mineure (LC) avec cependant des disparités régionales avec un statut en danger (EN) en région Nord-Pas-de-Calais, en danger critique (CR) en régions Centre Val de Loire, Haute-Normandie et Île de France et disparue au niveau régional (RE) en régions Pays de la Loire et Poitou-Charentes.

## Taxonomie
Polygala comosa a été décrite et nommée par le botaniste allemand Christian Schkuhr en 1796.

### Synonymes
Selon Plants of the World online (POWO) (10 novembre 2020) :
- Polygala angustata Schur
- Polygala comosa var. hybrida (DC.) Petelin
- Polygala hybrida DC.
- Polygala lejeunei Boreau
- Polygala mori Brittinger ex Opiz
- Polygala podolica DC.
- Polygala vilhelmii Podp.
- Polygala wolfgangiana Besser ex Ledeb.

### Sous-espèces
Selon Catalogue of Life (10 novembre 2020) :
- Polygala comosa subsp. alibotusensis Degen & Drenowski
- Polygala comosa subsp. comosa
- Polygala comosa subsp. provincialis (Rouy & Fouc.) P. Fourn.